# トムセン陽子
9の音粋（bayfm 2020年4月7日 - 、火曜日担当）
トムセン 陽子（トムセン ようこ、1979年10月13日 - ）は、日本のラジオパーソナリティ、ナレーター。兵庫県神戸市出身。日本語、英語、ドイツ語を操るトライリンガル。愛称はトミー。ウイスキープロフェッショナル。父親はドイツ菓子マイスターのドイツ人、母親は日本人。

## 経歴
上智大学文学部ドイツ文学科卒業。大学時代はチアリーディング部で活躍していた。チアリーディングクラブ引退と同時にドイツへ留学。合気道弐段。防災士。趣味でロックバンドを組んでギターを演奏するほか、『SATURDAY ON THE WAY』でコンビを組んだ伊津野亮に影響されオートバイ趣味を始め、ハーレーダビッドソンに乗っている。ウイスキープロフェッショナルの資格も持つ。2015年9月、伊津野と結婚し、2017年1月に第一子女児を出産した。2024年4月、一家で生活の拠点を出身地の神戸に移す。

## 現在の担当番組
- 9の音粋（bayfm 2020年4月7日 - 、火曜日担当）
- PEOPLE ～平野啓一郎の“そろそろいい時間”～（JFN系列局、第2日曜日担当）

## 過去の担当番組
- ONCE（JFN）
- Switch!（JFN）※月曜日・火曜日担当
- SATURDAY ON THE WAY（JFN）
- RADIO DOCK（Fm yokohama）
- A'll that RADIO（TOKYO FM）※赤坂泰彦のピンチヒッター
- CHAGE&ASKAプロデュース･スーパー･エディション（JFN）※2007年1月に特別出演
- CIRCUS CIRCUS（J-WAVE）メインパーソナリティの秀島史香（FM BIRD所属）が産休に入ったため、ピンチヒッター
- コンビニエンスストア『Familymart』 店内インフォメーションナビゲーター
- 「ブンデスリーガ・プレビュー」ナレーション（J SPORTS）‐（2004年～2007年）
- 「J SPORTSガイド」ナビゲーター　‐（2007年）
- ｢もてますカラ｣のテレビコマーシャルナレーション
- C-43／USEN★BEST HITSステーション『USEN MUSIC GARDEN』
- Happy Hour!（水・木、11時～14時。2017年11月より、木・金 16時～19時[3]、 InterFM）